# ثروان (اسم)
ثروان هو اسم علم مذكر من أصل عربي، ومعناه هو الثري الغني الكثير المال.

## شخصيات تحمل الاسم
- ثروان بن فزارة

## وصلات خارجية
- موسوعة السلطان قابوس لأسماء العرب نسخة محفوظة 5 أبريل 2019 على موقع واي باك مشين.